# Бундзяк Іван Іванович
Іван Іванович Бундзяк (1995—2023) — солдат збройних сил України, учасник російсько-української війни.

## Життєпис
Народився 8 липня 1995 року в селі Глушків Івано-Франківської області. Навчався у Чернівецькому політехнічному коледжі. Потім в одеській державній академії архітектури та будівництва. 
З початком повномасштабного в вторгнення захищав Україну в лавах 46-ї аеромобільної бригади. 
Загинув 18 вересня 2023 року в Запорізькій області.

## Нагороди
- Орден «За мужність» III ступеня[1].